# 22 settembre (singolo)
22 settembre è un singolo del cantautore italiano Ultimo, pubblicato il 22 settembre 2020 come secondo estratto del quarto album in studio Solo.

## Descrizione
Il brano, scritto, composto e prodotto dallo stesso cantautore, ha segnato il lancio dell'etichetta indipendente, Ultimo Records, dopo che l'artista ha lasciato quella precedente, la Honiro.

## Video musicale
Il video musicale, diretto dai YouNuts!, duo composto da Antonio Usbergo e Niccolò Celaia, e girato tra Ciampino, Palestrina e Labico, è stato pubblicato in concomitanza all'uscita del brano attraverso il canale YouTube del cantautore e ha visto la partecipazione degli attori italiani Marco Giallini e Ludovica Martino.

## Tracce
Testi e musiche di Niccolò Moriconi.
1. 22 settembre – 3:50

## Formazione
- Ultimo – voce
- Federico Nardelli – chitarre, basso, pianoforte, tastiere, produzione
- Giordano Colombo – batteria, percussioni
- Feyzi Brera – violino
- Pinaxa – missaggio
- Antonio Baglio – mastering

## Classifiche

### Classifiche settimanali
| Classifica (2020) | Posizione massima |
| ----------------- | ----------------- |
| Italia            | 3                 |

### Classifiche di fine anno
| Classifica (2020) | Posizione |
| ----------------- | --------- |
| Italia            | 85        |